# Diocesi di Mercedes
La diocesi di Mercedes (in latino Dioecesis Mercedaniana) è una sede della Chiesa cattolica in Uruguay suffraganea dell'arcidiocesi di Montevideo. Nel 2021 contava 181.000 battezzati su 221.450 abitanti. È retta dal vescovo Luis Eduardo González Cedrés.

## Territorio

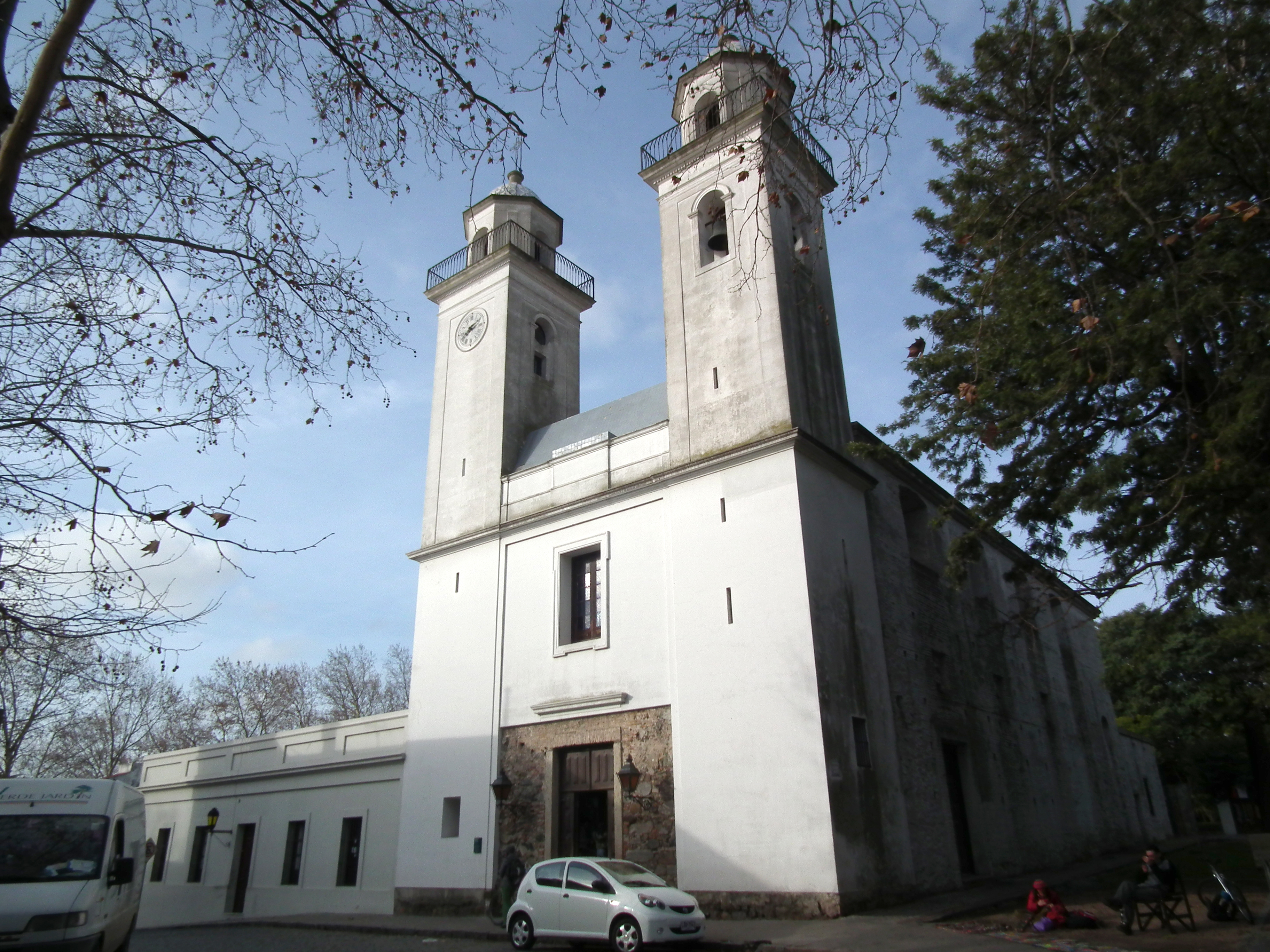
La basilica minore del Santissimo Sacramento a Colonia del Sacramento.

La diocesi comprende i dipartimenti di Colonia e di Soriano.
Sede vescovile è la città di Mercedes, dove si trova la cattedrale della Madonna delle Grazie. A Colonia del Sacramento sorge la basilica minore del Santissimo Sacramento.
Il territorio si estende su 15.000 km² ed è suddiviso in 16 parrocchie.

## Storia
La diocesi è stata eretta il 17 dicembre 1960 con la bolla Cum Regnum Dei di papa Giovanni XXIII, ricavandone il territorio dalle diocesi di Salto e di San José de Mayo.

## Cronotassi dei vescovi
Si omettono i periodi di sede vacante non superiori ai 2 anni o non storicamente accertati.
- Enrico Lorenzo Cabrera Urdangarin † (31 dicembre 1960 - 23 maggio 1974 deceduto)
- Andrés María Rubio García, S.D.B. † (22 maggio 1975 - 14 febbraio 1995 dimesso)
- Carlos María Collazzi Irazábal, S.D.B. (14 febbraio 1995 - 26 settembre 2023 ritirato)
- Luis Eduardo González Cedrés, dal 26 settembre 2023

## Statistiche
La diocesi nel 2021 su una popolazione di 221.450 persone contava 181.000 battezzati, corrispondenti all'81,7% del totale.
| anno | popolazione | popolazione | popolazione | presbiteri | presbiteri | presbiteri | presbiteri                | diaconi | religiosi | religiosi | parrocchie |
| anno | battezzati  | totale      | %           | numero     | secolari   | regolari   | battezzati per presbitero | diaconi | uomini    | donne     | parrocchie |
| ---- | ----------- | ----------- | ----------- | ---------- | ---------- | ---------- | ------------------------- | ------- | --------- | --------- | ---------- |
| 1964 | ?           | 190.000     | ?           | 34         | 26         | 8          | ?                         |         | 8         |           | 16         |
| 1968 | 199.000     | 230.000     | 86,5        | 37         | 22         | 15         | 5.378                     | 2       | 21        | 80        | 19         |
| 1976 | 130.000     | 195.000     | 66,7        | 30         | 16         | 14         | 4.333                     | 1       | 16        | 70        | 18         |
| 1980 | 147.000     | 193.200     | 76,1        | 26         | 14         | 12         | 5.653                     | 2       | 13        | 65        | 20         |
| 1990 | 157.000     | 200.000     | 78,5        | 27         | 17         | 10         | 5.814                     | 8       | 13        | 55        | 16         |
| 1999 | 160.000     | 205.000     | 78,0        | 31         | 23         | 8          | 5.161                     | 16      | 9         | 57        | 16         |
| 2000 | 170.000     | 210.000     | 81,0        | 27         | 20         | 7          | 6.296                     | 16      | 8         | 40        | 16         |
| 2001 | 170.000     | 210.000     | 81,0        | 26         | 19         | 7          | 6.538                     | 16      | 8         | 33        | 16         |
| 2002 | 170.000     | 210.000     | 81,0        | 25         | 19         | 6          | 6.800                     | 16      | 7         | 33        | 16         |
| 2003 | 170.000     | 210.000     | 81,0        | 25         | 19         | 6          | 6.800                     | 16      | 7         | 30        | 16         |
| 2004 | 170.000     | 210.000     | 81,0        | 23         | 17         | 6          | 7.391                     | 16      | 7         | 27        | 16         |
| 2013 | 175.800     | 215.000     | 81,8        | 28         | 20         | 8          | 6.278                     | 17      | 8         | 35        | 16         |
| 2016 | 177.666     | 217.415     | 81,7        | 23         | 16         | 7          | 7.724                     | 16      | 7         | 30        | 16         |
| 2019 | 179.700     | 219.860     | 81,7        | 19         | 12         | 7          | 9.457                     | 17      | 7         | 31        | 16         |
| 2021 | 181.000     | 221.450     | 81,7        | 17         | 10         | 7          | 10.647                    | 17      | 7         | 29        | 16         |